# Helmut Haid
Helmut Haid (* 18. November 1938 in Innsbruck; † 8. Juni 2019) war ein österreichischer Hürdenläufer und Sprinter.

## Karriere
Über 400 Meter Hürden schied er bei den Europameisterschaften 1962 in Belgrad und den Olympischen Spielen 1964 in Tokio im Vorlauf aus. Bei den Europameisterschaften 1966 in Budapest erreichte er das Halbfinale.
1970 gelangte er bei den Halleneuropameisterschaften in Wien über 60 Meter Hürden ins Halbfinale.
Zehnmal wurde er Österreichischer Meister über 400 Meter Hürden (1961–1965, 1967–1969, 1971, 1972) und je zweimal über 400 Meter (1962, 1968) und 110 Meter Hürden (1963, 1964).

## Persönliche Bestzeiten
- 60 m Hürden (Halle): 7,9 s, 8. März 1970, Innsbruck
- 110 m Hürden: 14,4 s, 25. Juli 1971, Leoben
- 400 m: 47,9 s, 28. Juni 1962, Innsbruck
- 400 m Hürden: 51,11 s, 27. Juni 1972, Warschau (ehemaliger nationaler Rekord)